# 波士頓鎮區 (阿肯色州麥迪遜縣)
波士頓鎮區（英語：Boston Township）是位於美國阿肯色州麥迪遜縣的一個行政鎮區。

## 地方資料
根據2010年美國人口普查的數據，波士頓鎮區的面積為171.80平方千米，當中陸地面積為171.60平方千米，而水域面積為0.20平方千米。當地共有人口168人，而人口密度為每平方千米0人。